# Charisma Records
Charisma Records (også kendt som The Famous Charisma Label) var et britisk pladeselskab grundlagt i 1969 af musikmanageren og den tidligere sportsjournalist Tony Stratton-Smith. Han havde bl.a. fungeret som manager for rockbands som The Nice, Bonzo Dog Band og Van der Graaf Generator. Gail Colson var pladeselskabschef og fælles administrerende direktør.
Pladeselskabets mest succesfulde navne var Genesis, Peter Gabriel, Julian Lennon og Monty Python. Den første udgivelse var en lp af Rare Bird omkring november 1969, og denne gruppe gav Charisma Records sin første hitsingle, "Sympathy", i begyndelsen af 1970. ("Sympathy" var en omarbejdning af Giazottos 'rekonstruktion' af Albinonis Adagio.)
Charisma Records' første britiske pladeselskabsetikette var et karakteristisk magentafarvet rulleværk (selvom det generelt omtales i pladesamlerkredse som "den pinkfarvede rulle") – magenta var den farve, som Stratton-Smith valgte som farvesymbol i etiketten, og dette blev afspejlet i hans senere hestevæddeløbsfarver, rød for Manchester United, grøn for Brasilien og magenta for Charisma Records. Dets andet logo (brugt fra 1972) af Sir John Tenniel's tegning af Den gale hattemager (nogle gange kombineret med en montage af flere billeder fra Alice i eventyrland), gjorde hurtigt etiketten genkendelig. En del af de tidlige karakteristiske illustrationer, der blev brugt af pladeselskabet, blev skabt af Paul Whitehead. Whiteheads originale illustrationer til tre Genesis-albums blev stjålet fra Charisma-arkiverne, mens selskabet blev solgt til Virgin Records i 1983. Whitehead hævdede, at Charisma-personalet fik nys om det forestående salg og fortsatte med at stjæle fra kontoret.
Pladeselskabet udgav desuden musik af The Nice, Robert John Godfrey, Lindisfarne og Alan Hull, Hawkwind, The Alan Parsons Project, Clifford T. Ward, String Driven Thing, Jack The Lad, Audience, Vivian Stanshall, Brand X, Sir John Betjeman, Malcolm McLaren og Afraid of Mice. Andre musikere med soloalbum udgivet på Charisma, var Peter Hammill, Tony Banks og Steve Hackett, der alle fik albummer ud i fra 1970'erne.
Den kvindelige pladeselskabschef Gail Colson forlod Charisma Records i slutningen af 70'erne for at danne sit eget administrationsselskab, Gailforce. I 1983 blev Charisma Records opkøbt af Virgin Records og fortsatte med at operere indtil 1986, hvor Virgin opkøbte pladeselskabet. Virgins opkøb af EMI, dengang kendt som "Thorn EMI", fandt sted i 1992. En ny version af Charisma, uden anden forbindelse til det oprindelige pladeselskab end navnet, opererede mellem 1990 og 1992 med et gadeorienteret og uafhængigt distribueret datterselskab kaldet "Cardiac Records". Nogle af Charisma Records' indspilninger blev genudgivet på EMI-pladeselskabet. I Storbritannien blev pladeselskabet genoplivet af EMI's Angel Records i 2007, og med det meste af EMI's køb af Universal Music Group, vendte Charisma tilbage til Virgin Records.

## Fordelingen af albummer
Produkterne fra Charisma Records blev oprindeligt fremstillet og distribueret i Storbritannien via en licensaftale med Lee Gopthals B&C Records, der delte B&C-katalogserien for både singler og albummer, før B&C ophørte med at udgive plader på B&C-pladeselskabet for i stedet at koncentrere sig om markedsføring. I begyndelsen af 1972 indgik B&C en aftale med Precision Tapes om at fremstille og distribuere Charisma-albummer i båndformat. Fra begyndelsen af 1970 blev Charismas europæiske distribution håndteret af Phonogram Inc.
I USA og Canada blev Charisma-indspilninger oprindeligt licenseret til andre pladeselskaber. Disse omfattede ABC Records, sammen med datterselskaber, Impulse, Probe og Dunhill. Kunstnerne på det nordamerikanske marked inkluderede Van der Graaf Generator og Genesis. Elektra Records i USA udgav plader af Charisma-kunstnerne Atomic Rooster, Audience, Lindisfarne og Jack the Lad.
I 1971 indgik Charisma Records en distributionsaftale med Buddah Records og begyndte at udgive albummer på Charisma-pladeselskabet i USA. Disse omfattede Pawn Hearts af Van der Graaf Generator og Nursery Cryme, Foxtrot og Genesis Live af Genesis. Også Atlantic Records udgav senere Charisma-indspilninger i USA fra 1973 til 1974, bl.a. en del Genesis-titler.
I 1973 stoppede Atlantic med at distribuere Charisma i USA; som følge heraf skrev pladeselskabets amerikanske bands kontrakt med andre selskaber som Mercury Records (Van der Graaf Generator) og Arista Records (Monty Python). Genesis Records blev udgivet i USA under Atlantics datterselskab Atco Records fra 1974-76, og i 1976 underskrev Charisma Records en ny distributionsaftale i Storbritannien med Polydor, der varede indtil 1980. I Canada blev mange Charisma-udgivelser distribueret af GRT og PolyGram Canada.
Mellem 1980 og 1982 drev Charisma et datterselskab kaldet Pre Records, som var dedikeret til new wave-musik og reggae-optrædener. Pre's liste omfattede bl.a. Scars, Prince Far I, Delta 5, Gregory Isaacs, The Monochrome Set samt Congo Ashanti Roy og lagde også licens ind på albummer af The Residents og Tuxedomoon fra det amerikanske pladeselskab Ralph Records. I Europa blev Pre's udgivelser udgivet på pladeselskabet Charisma.

## Den pinkfarvede rulle som samleobjekt
De fleste Charisma-kunstnere var relativt ukendte i starten, så originale presninger er med tiden blevet ret sjældne og eftertragtede blandt samlere. Etiketten "den pinkfarvede rulle" blev først brugt i Storbritannien fra 1969 til midten af 1972. Dette blev erstattet af Mad Hatter-mærket (motiv af "Den gale hattemager" fra Alice i eventyrland), designet af Paul Whitehead. I USA blev de pinkfarvede rulleetiketter brugt i slutningen af 1973 og begyndelsen af 1974 på udgivelser distribueret af Buddah Records. Udgivelser distribueret af Atlantic Records brugte en variation af Mad Hatter-designet.